# Fabián Balbuena
Fabián Cornelio Balbuena González (* 23. August 1991 in Ciudad del Este) ist ein paraguayischer Fußballspieler. Der Innenverteidiger steht seit Juli 2021 beim russischen Erstligisten Dynamo Moskau unter Vertrag.

## Vereinskarriere

### Anfänge in Paraguay
Fabian Balbuena begann seine Profikarriere im Jahr 2010 beim Club Cerro Porteño, als er in die erste Mannschaft befördert wurde. Dort erarbeitete er sich schnell einen Platz in der Startformation des Zweitligisten. Bereits 2011 wurde er als Kapitän bestimmt und konnte mit seinem Team in dieser Saison den Aufstieg in die höchste Spielklasse Paraguays, der Primera División, feiern. Im Januar 2013 schloss sich Balbuena dem Club Rubio Ñu an, den er jedoch nach sechs Monaten wieder verließ. Danach wechselte zum amtierenden Titelverteidiger Club Nacional in die Hauptstadt Paraguays Asunción. Mit seinem neuen Klub zog er 2014 in das Finale des Copa Libertadores ein, welches jedoch in zwei Finalspielen gegen CA San Lorenzo de Almagro verloren ging. Am 15. August 2014 wurde Balbuena zum Ligarivalen Club Libertad transferiert. Mit Libertad konnte er 2014 die Clausura der Primera División gewinnen.

### Corinthians Paulista
Am 16. Februar 2016 wurde Fabián Balbuenas Wechsel zum brasilianischen Traditionsverein Corinthians Paulista bekanntgegeben. Beim Klub aus São Paulo unterschrieb er einen Dreijahresvertrag. Sein Debüt bestritt er in der Campeonato Paulista am 25. Februar gegen EC São Bento und seinen ersten Treffer im Trikot Corinthians konnte Balbuena am 19. März beim 4:0-Heimsieg gegen den CA Linense erzielen. Als Schlüsselspieler in der Defensive des Timãos konnte Balbuena mit Corinthians die Staatsmeisterschaft von São Paulo in den Jahren 2017 und 2018 gewinnen und außerdem 2017 den Meistertitel in der Série A feiern. Am 24. April 2018 unterschrieb Balbuena einen neuen Vierjahresvertrag.

### West Ham United
Am 14. Juli 2018 wechselte Fabián Balbuena zum englischen Premier-League-Verein West Ham United, wo er einen Dreijahresvertrag unterschrieb. Die Ablösesumme für den Innenverteidiger beläuft sich auf rund vier Millionen Euro. Im Trikot der Hammers debütierte er am 12. August, bei der 4:0-Auswärtsniederlage gegen den FC Liverpool. Am 22. Dezember 2018 verletzte er sich im Spiel gegen den FC Watford am Knie und wurde deshalb bereits in der ersten Halbzeit ausgewechselt. Diese Verletzung zwang ihn bis Ende März 2019 zum Zusehen. Am Ende der Saison 2018/19 hatte er 23 Einsätze absolviert. In der folgenden Spielzeit 2019/20 machte er 17 Ligaspiele, in denen er ein Tor erzielte.

### Dynamo Moskau
Im Juli 2021 unterzeichnete Balbuena ablösefrei beim russischen Erstligisten Dynamo Moskau einen neuen Vertrag. Nach einer Saison wurde Baluena für ein Jahr verliehen. Er ging zurück zu Corinthians. Zum Saisonstart 2023/24 kehrte er nach Moskau zurück.

## Nationalmannschaft
Balbuena debütierte für Paraguay am 31. März 2015 bei der 1:0-Niederlage gegen Mexiko. Er war Bestandteil des Kaders Paraguays bei der Copa América 2015 und der Copa América Centenario 2016. Auch zur Copa América 2021 wurde er berufen. In dem Turnier saß er drei Mal auf der Reservebank, kam aber zu keinen Einsätzen.

## Erfolge

### Verein
Club Cerro Porteño
- Aufstieg in die Primera División: 2011

Club Libertad
- Paraguayischer Meister: Clausura 2014

Corinthians Paulista
- Brasilianischer Meister: 2017
- Staatsmeister von São Paulo: 2016, 2017

## Auszeichnungen
- Bola de Prata: 2017
- Campeonato Brasileiro-Auswahl des Jahres: 2017
- Staatsmeisterschaft-von-São-Paulo-Auswahl des Jahres: 2018